# NGC 6910
NGC 6910 is een open sterrenhoop in het sterrenbeeld Zwaan. Het hemelobject werd op 17 oktober 1786 ontdekt door de Duits-Britse astronoom William Herschel. Deze open sterrenhoop is dankzij de eigenaardige vorm ervan ook bekend als de Rocking Horse Cluster (schommelpaard sterrenhoop).

## Synoniemen
- OCL 181